# Trevor Horn
Trevor Charles Horn (n. 15 iulie 1949 la Durham) este un producător englez de muzică pop, textier, muzician și cântăreț.
Horn a produs cântece de succes și albume pentru numeroși artiști britanici și internaționali. A câștigat un premiu Grammy pentru piesa lui Seal, "Kiss from a Rose" - pe care a produs-o. Ca și muzician a avut succes cu trupele The Buggles, Yes și Art of Noise.